# Wybelsum

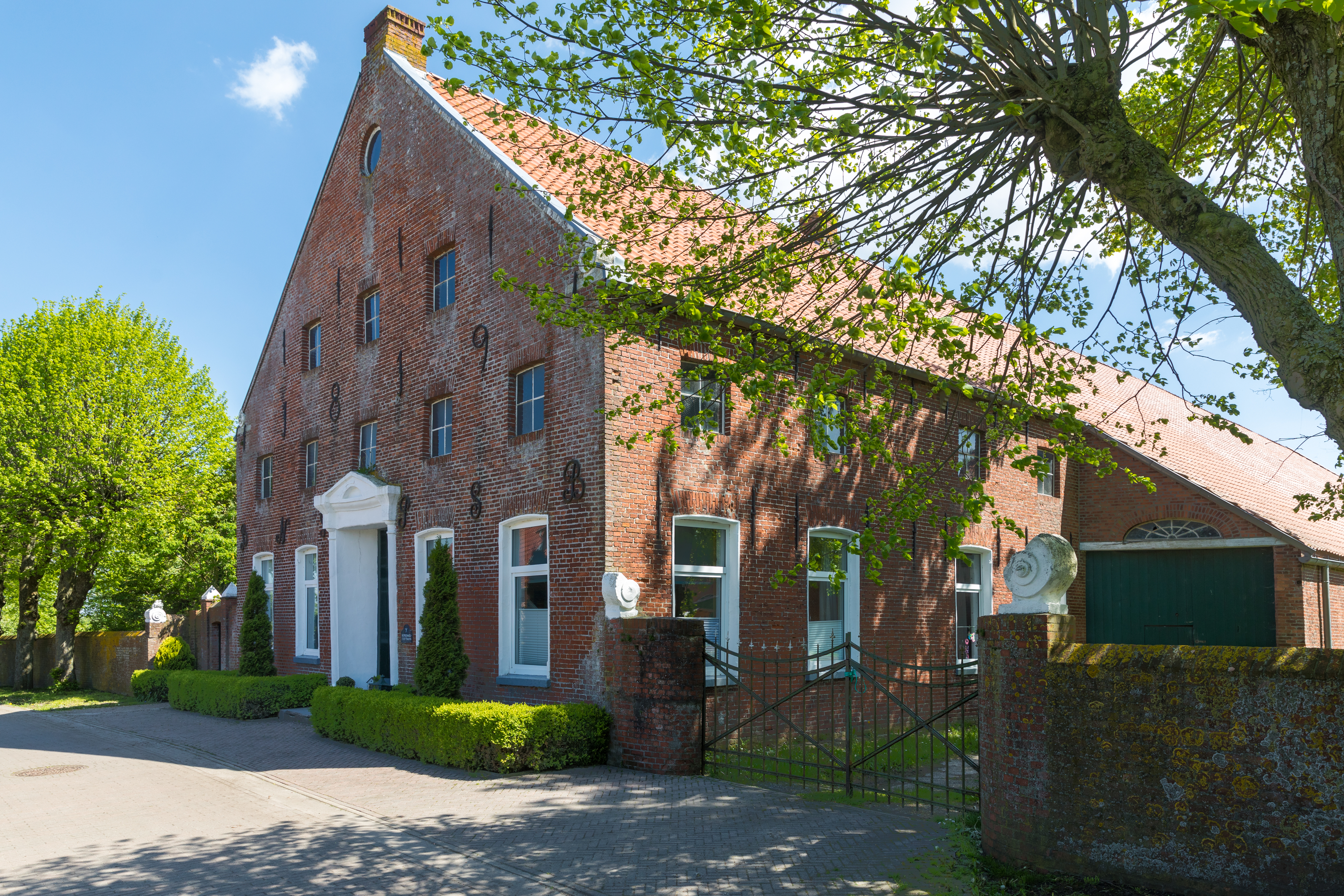
Gulfhof von 1819

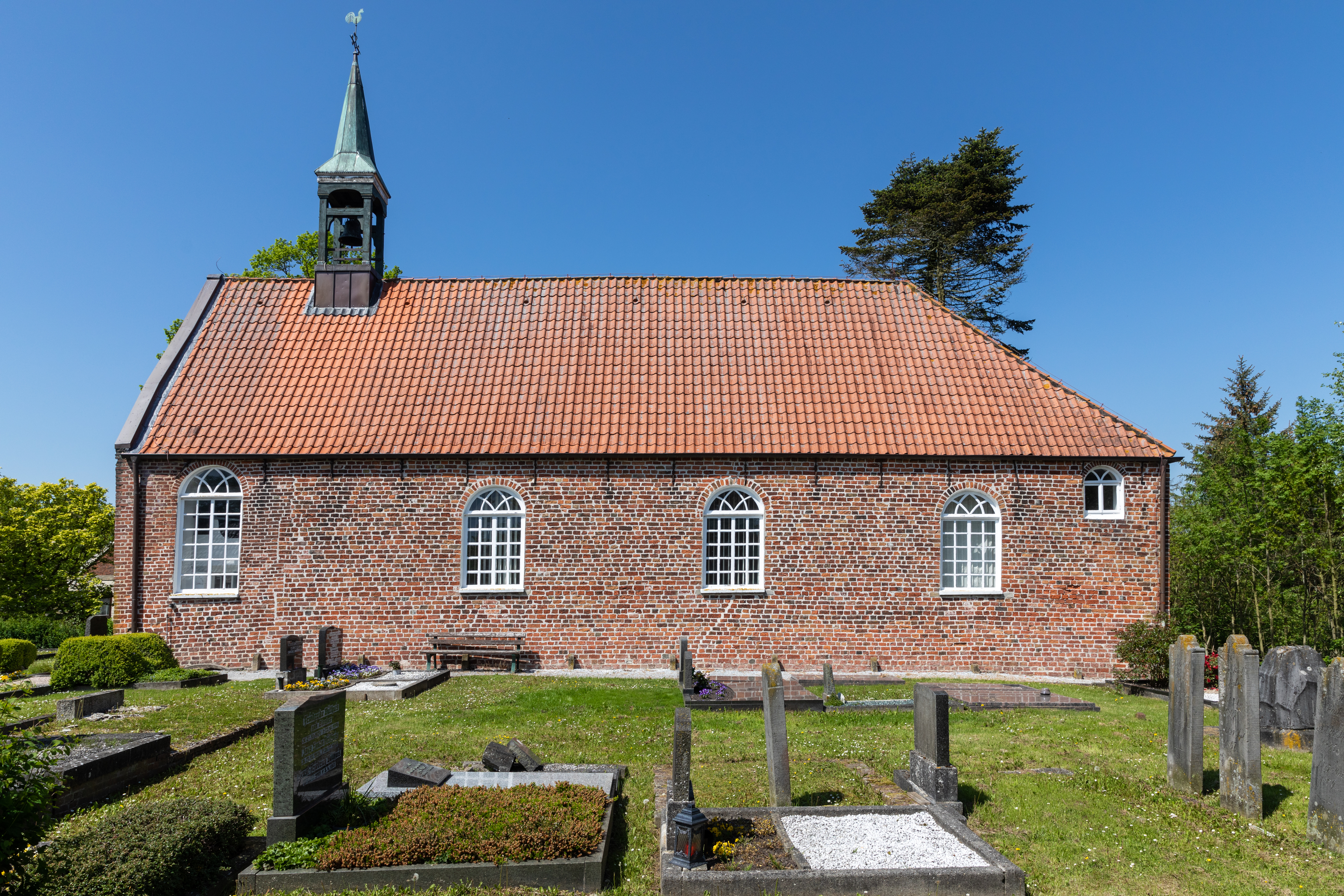
Alte Kirche mit Friedhof

Der Emder Stadtteil Wybelsum wurde am 1. Juli 1972 gemeinsam mit Logumer Vorwerk und Twixlum nach Emden eingemeindet. Vorher gehörten die drei Orte zum Landkreis Norden. Der Ort wurde 1348 als Wivelsum urkundlich erwähnt, der Name geht auf die Zusammensetzung aus dem Rufnamen Wifel und der Endung -um (= Heim) zurück, bedeutet also Wifels Heim. Wybelsum hat derzeit 1498 Einwohner (Stand: 30. Juni 2017).
Die zum Stadtteil gehörende Fläche wurde im 20. Jahrhundert durch Eindeichungen stark vergrößert. Heute ist die Gemarkung Wybelsum der flächengrößte Stadtteil Emdens.

## Geschichte
1744 fiel Wybelsum wie ganz Ostfriesland an Preußen. Die preußischen Beamten erstellten 1756 eine statistische Gewerbeübersicht für Ostfriesland, nach der es im Ort drei Schuster, je zwei Bäcker, Schmiede und Zimmerleute sowie einen Kaufmann gab, der mit Tee, Kaffee, Tabak, Salz, Seife und Tran handelte. Weitere Händler und Kaufleute waren im Ort, der wirtschaftlich im Schatten des benachbarten Larrelt als drittgrößten Handelsort im Amt Emden lag, nicht zu finden.
Jahrhundertelang waren die natürlichen Tiefs und die Entwässerungskanäle, die die Landschaft um Emden in einem dichten Netz durchziehen, der wichtigste Verkehrsträger. Über Gräben und Kanäle waren nicht nur die Dörfer, sondern auch viele Hofstellen mit der Stadt und dem Hafenort Greetsiel verbunden. Besonders der Bootsverkehr mit Emden war von Bedeutung. Dorfschiffer übernahmen die Versorgung der Orte mit Gütern aus der Stadt und lieferten in der Gegenrichtung landwirtschaftliche Produkte: „Vom Sielhafenort transportierten kleinere Schiffe, sog. Loogschiffe, die umgeschlagene Fracht ins Binnenland und versorgten die Marschdörfer (loog = Dorf). Bis ins 20. Jahrhundert belebten die Loogschiffe aus der Krummhörn die Kanäle der Stadt Emden.“
Torf, der zumeist in den ostfriesischen Fehnen gewonnen wurde, spielte über Jahrhunderte eine wichtige Rolle als Heizmaterial für die Bewohner. Die Torfschiffe brachten das Material auf dem ostfriesischen Kanalnetz bis in die Dörfer um Emden, darunter auch nach Wybelsum. Auf ihrer Rückfahrt in die Fehnsiedlungen nahmen die Torfschiffer oftmals Kleiboden aus der Marsch sowie den Dung des Viehs mit, mit dem sie zu Hause ihre abgetorften Flächen düngten.
Im April 1919 kam es zu sogenannten „Speckumzügen“ Emder Arbeiter, an die sich Landarbeiterunruhen anschlossen. Zusammen mit dem Rheiderland war der Landkreis Emden der am stärksten von diesen Unruhen betroffene Teil Ostfrieslands. Arbeiter brachen in geschlossenen Zügen in die umliegenden Dörfer auf und stahlen Nahrungsmittel bei Bauern, wobei es zu Zusammenstößen kam. Die Lage beruhigte sich erst nach der Entsendung von in der Region stationierten Truppen der Reichswehr. Als Reaktion darauf bildeten sich in fast allen Ortschaften in der Emder Umgebung Einwohnerwehren. Die Einwohnerwehr Wybelsums war zusammen mit derjenigen in Oldersum die nach Kopfzahl zweitstärkste im Landkreis Emden nach derjenigen in Pewsum und umfasste 80 Personen. Diese verfügten über 20 Waffen. Aufgelöst wurden die Einwohnerwehren erst nach einem entsprechenden Erlass des preußischen Innenministers Carl Severing am 10. April 1920.
Im fruchtbaren Wybelsumer Polder war die Landwirtschaft auch nach dem Zweiten Weltkrieg noch stark vertreten. Der Verein Emder Gemüsebauern hatte 18 Betriebe, die vor der Kommunalreform 1972 noch im alten Stadtgebiet tätig waren, dorthin ausgesiedelt. Weitere zwölf Betriebe aus Wybelsum und Twixlum bildeten darüber hinaus einen eigenen Gemüsebauernverein. Wie überall in Deutschland ging aber auch in Wybelsum die Zahl der landwirtschaftlichen Betriebe nach und nach zurück. Vor allem Kleinbetriebe gaben auf, weil der zwar fruchtbare, jedoch auch schwer zu bearbeitende Polderboden viel Arbeit bei nur knapp auskömmlichem Einkommen boten. Besonders die Ansiedlung des nahe gelegenen Emder Volkswagenwerks bedeutete darüber hinaus die Aussicht auf besser bezahlte Tätigkeiten in der Industrie. In den 1950er-Jahren siedelte sich in Wybelsum die Gemüsekonservenfabrik Berthold Otterstädt (Firmenname BOB für Berthold Otterstädt, Bremen) an. Sie beschäftigte Mitte der 1970er-Jahre etwa 200 Personen. Der Gemüseanbau wurde auf etwa 200 Hektar eigenen Landwirtschaftsflächen betrieben, darüber hinaus lieferten die ansässigen Landwirte weitere Rohware. Die Fabrik schloss in den 1980er-Jahren ihre Pforten.
Bei der Eingemeindung 1972 hatte Wybelsum 1301 Einwohner.

## Wirtschaft und Infrastruktur
Auf dem Rysumer Nacken im äußersten Westen des Stadtteils direkt an der Grenze zum Vogelschutzgebiet der Krummhörn befanden sich die Erdgasanlagen der Unternehmen Statoil und ConocoPhillips. Im Süden entstand von 1911 bis 1923 der Wybelsumer Polder. Hier befinden sich der Leucht- und Radarturm Wybelsum sowie der Windpark Wybelsumer Polder, einer der größten (nach Betreiberangaben bei der Einweihung 2002 der größte) Windparks an Land in Europa.
Ungefähr von Herbst 2013 bis 2016 errichtete der norwegische Energiekonzern Gassco ein neues Erdgas-Anlandeterminal, das das alte aus den 1970er-Jahren ersetzte. Die Investitionssumme betrug zirka 600 Millionen Euro. Rund 20 Prozent des in Deutschland verbrauchten Erdgases kommen über diese Anlandestation im Rysumer Nacken in Wybelsum.
Die Hauptstraße durch Wybelsum ist die Landesstraße 2 von Neermoor über Emden, Wybelsum und Rysum nach Pewsum. Im Bereich Wybelsum wird sie als Umgehungsstraße am Ortskern vorbeigeführt. Die Alte Landesstraße zeigt den früheren, südlicheren Verlauf der Hauptverkehrsstraße an. Ein separater Radweg ist an der Landesstraße nicht vorhanden. Zwischen der Einmündung der Knockster Straße und der Knock selbst wurde 2013 ein fünfeinhalb Kilometer langer Radweg gebaut. Die Baumaßnahme wurde zum Großteil vom norwegischen Konzern Gassco finanziert (800.000 von 940.000 Euro, den Rest finanzierte die Stadt Emden), der die Straße für den Ausbau des Gasanlandeterminals stark in Anspruch nehmen wird.
Zudem ist das größte Entwässerungssiel Ostfrieslands, das Siel und Schöpfwerk Knock, in diesem Stadtteil beheimatet. Dort stehen auch zwei Denkmäler des Großen Kurfürsten und Friedrichs des Großen, die zuvor in der Emder Innenstadt gestanden hatten. Die beiden preußischen Herrscher hatten sich um Emden und Ostfriesland verdient gemacht. Nahe dem Siel befindet sich der einzige Campingplatz auf Emder Gebiet.

## Politik
Wie ganz Ostfriesland – und Emden im Besonderen – ist Wybelsum seit Jahrzehnten eine Hochburg der SPD. Bereits bei der Bundestagswahl 1949 ergab sich eine absolute Mehrheit für die SPD. Sie holte damals mehr als 50 Prozent der Stimmen, während die CDU unter zehn Prozent blieb. Bei der Bundestagswahl 1953 holten die Sozialdemokraten die absolute Mehrheit, bei der Bundestagswahl 1969 ebenso. Die „Willy-Brandt-Wahl“ 1972 brachte den Sozialdemokraten Rekordergebnisse in Ostfriesland, was auch auf Wybelsum zutraf: Die SPD lag bei mehr als 70 Prozent der abgegebenen gültigen Stimmen, während die CDU weniger als 30 Prozent holte.

### Wappen
| | Blasonierung: „In Blau auf einem grünen Dreiberg, der mit einem goldenen dreiblättrigen Kleeblatt belegt ist, ein silberner Turm mit zurückgesetztem goldenem Obergeschoss.“ |
| Wappenbegründung: Das Wahrzeichen der Gemeinde Wybelsum ist der Leuchtturm auf der Knock. Das goldene Kleeblatt weist auf den vorwiegend von der Landwirtschaft bestimmten Charakter der Gemeinde (Viehzucht und Gemüsekulturen) hin. Der blaue Untergrund symbolisiert die Lage der Gemeinde am Emsfahrwasser. | |

## Personen mit Beziehung zu Wybelsum
- Hermann Klugkist Hesse, Theologe
- Nicolaus Wychgram, Landwirt
- André Krzatala, Fußballspieler